# Edmund Fabry
Edmund Fabry (* 20. Februar 1892 auf Norderney; † 14. November 1939 in Wiesbaden) war ein deutscher Architekt, Maler, Zeichner, Radierer und Grafiker.

## Leben und Werk

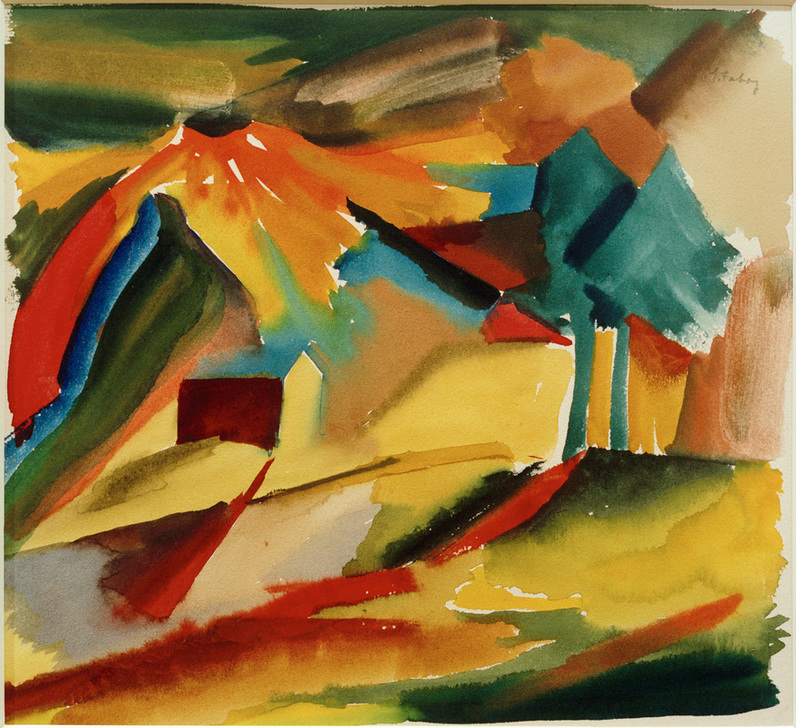
Edmund Fabry: Aquarell Landschaft 3, 1917, Museum Wiesbaden

Fabry wurde als Sohn des Architekten Franz Fabry (1860–1912) und dessen Frau Adele Risse geboren. Um 1894 wechselte Franz Fabry von Norderney nach Wesel, wo er neben einer Filiale der Reichsbank weitere Bauten errichtete. Vor 1902 zog die Familie zog nach Wiesbaden um.

Edmund Fabry: Landschaft mit Häusern (Wiesbaden?), um 1920, Kaltnadelradierung, Privatsammlung Wiesbaden

Edmund Fabry studierte vermutlich an der Kunstgewerbeschule in Mainz. Nach Abschluss des Studiums ließ er sich in Wiesbaden nieder und leitete dort seit 1919 mit dem Ehepaar Josef Vinecký (1882–1949) und Li Vinecký-Thorn (1867–1952) ein Gemeinschaftsatelier in der Nikolasstraße (heute Bahnhofstraße), in dem sie privaten Kunstunterricht erteilten.
Fabry arbeitete zunächst als Maler und Grafiker, baute aber nach und nach ein Architekturbüro auf. Einer seiner ersten Aufträge war Umbau, Erweiterung und Neueinrichtung des Ladens der Hofbuchhandlung Staadt in Wiesbaden. Dabei zog er den Bildhauer Arnold Hensler hinzu. Mit ihm war er 1919 Gründungsmitglied der Darmstädter Sezession. Seine ersten Stillleben und Architekturbilder sind expressionistisch beeinflusst, spätere Werke ganz dem Expressionismus verpflichtet. Fabry engagierte sich in expressionistischen Zeitschriften wie „Menschen“ und „Die Sichel“ und wurde 1919 auch Mitglied beim „Jungen Rheinland“ in Düsseldorf.
Alexej Jawlensky zählte Fabry in seinen Lebenserinnerungen zu seinen wichtigsten Freunden, die ihn veranlassten, seinen Wohnsitz von Ascona in die Kurstadt Wiesbaden zu verlegen. Fabry war damals für den „Nassauischen Kunstverein“ und die „Gesellschaft für Bildende Kunst“ als Ausstellungsleiter tätig. In dieser Eigenschaft nahm er 1921 eine große Anzahl von Jawlenskys Werken in eine Gruppenausstellung mit auf, die für den Russen ein ganz großer Verkaufserfolg wurde.
Zusammen mit Arnold Hensler, für den und dessen Frau, die Fotografin Annie Hensler-Möring, er 1925/1926 in Wiesbaden-Aukamm ein Wohn- und Atelierhaus mit „Zollingerdach“ errichtet hatte, gewann er mehrere Wettbewerbe für Mahnmale zum Ersten Weltkrieg. 1928/1829 die Anlage „Cyriakusbrunnen“ in Weeze am Niederrhein, 1930 des „Denkmal der 80er“ auf dem Neroberg in Wiesbaden und 1934/1935 das Mal in Lieser an der Mosel.
Auf den ehemaligen Gleisanlagen des Wiesbadener Taunusbahnhofs verwirklichte er zusammen mit dem Landschaftsarchitekten Friedrich Wilhelm Hirsch und Arnold Hensler die „Reisinger-Anlagen“ und 1937 mit Hirsch die „Herbert-Anlagen“. Mit Franz Schuster, Wien/Frankfurt, erbaute er das Opelbad in Wiesbaden.
Fabry, der nach den nationalsozialistischen Rassengesetzen als „Halbjude“ galt, musste nach den Novemberpogromen 1938 sein Büro schließen. Er starb 1939 eines natürlichen Todes.